# NGC 5498
NGC 5498 ist eine 14,3 mag helle Linsenförmige Galaxie vom Hubble-Typ E-S0 im Sternbild Bärenhüter. Sie ist schätzungsweise 432 Millionen Lichtjahre von der Milchstraße entfernt.
Sie wurde am 9. Mai 1882 von Édouard Stephan entdeckt.